# Pfarrkirche Langschwarza

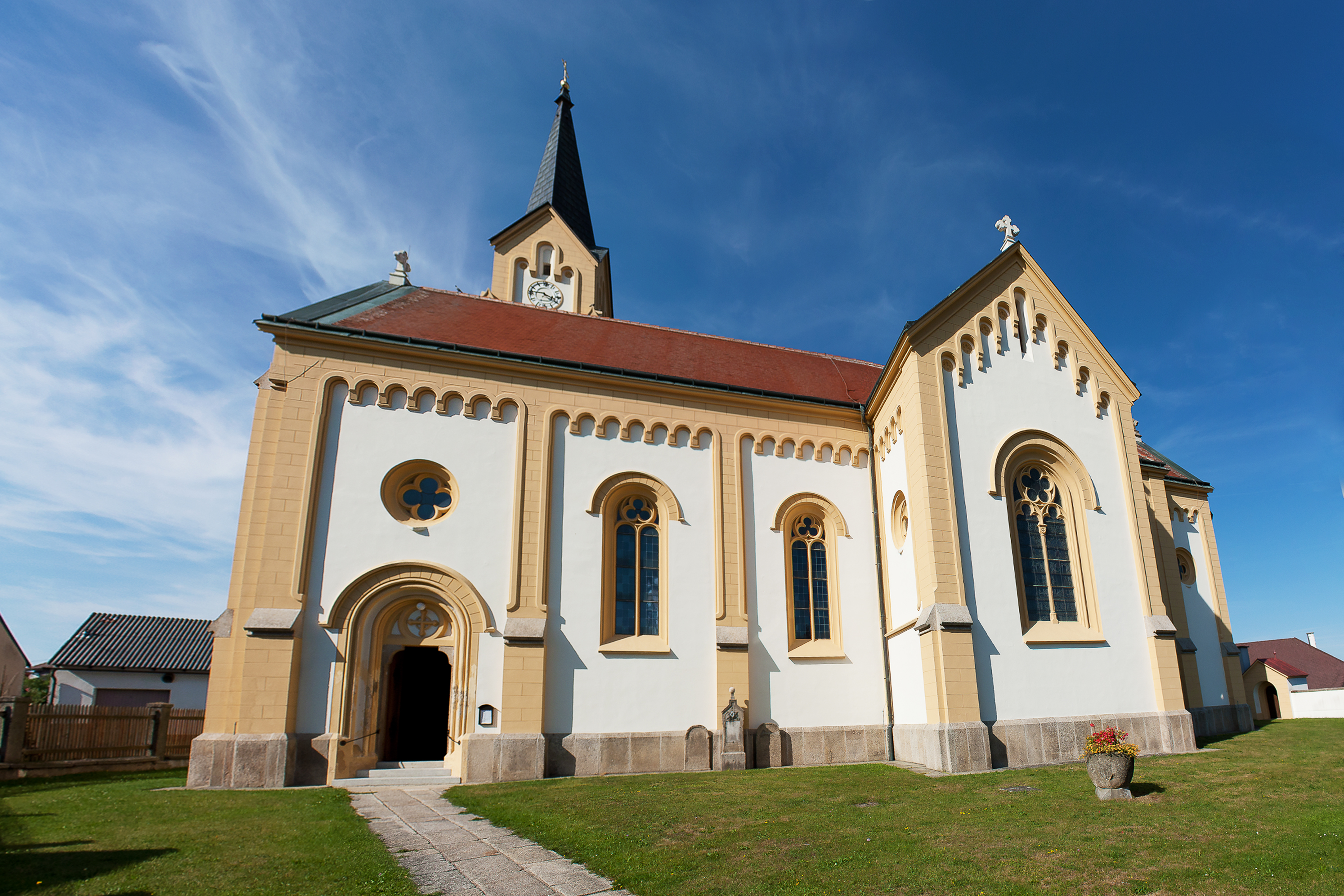
Pfarrkirche hl. Ägidius in Langschwarza

Die römisch-katholische Pfarrkirche Langschwarza steht im Ort Langschwarza in der Stadtgemeinde Schrems in Niederösterreich. Die Pfarrkirche hl. Ägidius gehört zum Dekanat Waidhofen an der Thaya in der Diözese St. Pölten. Die Kirche steht unter Denkmalschutz.

## Geschichte
1784 wurde Langschwarza zur Pfarre erhoben. Die Kirche wurde als Neubau nach den Plänen des Architekten Anton Jäckel von 1862 bis 1864 erbaut. 1979 war eine Restaurierung.

## Architektur
Die im Südteil von Langschwarza gelegene Pfarrkirche ist eine neoromanische Saalkirche mit Querarmen und Nordturm. Das dreijochige Langhaus und dessen Querarme sind durch Giebelfassaden gegliedert und der zweijochige Chor durch ein umlaufendes Rundbogenfries auf abgetreppten Lisenenvorlagen. Die Fassade ist durch zweibahnige Maßwerkfenster und Maßwerkokuli geöffnet. Die Giebelfassade liegt zwischen zwei abgetreppten Strebepfeilern. Sie verfügt über ein Rundbogenfries über zwei Blendsäulchen und einen Maßwerkokulus. Der Nordturm wird von einem Giebelspitzhelm bekrönt. Er hat abgetreppte Ecklisenen, Rundbogen- und Zahnschnittfriese, ein Schulterbogentor und Rundbogenfenster, Maßwerkschallfenster und Fialen. Am Chor erhebt sich die Sakristei, die durch ein Schulterbogenportal zugänglich ist und außerdem gekuppelte Rundbogenfenster aufweist. Die halbkreisförmige Apsis ist durch eine Zwerggalerie gekennzeichnet.

## Ausstattung
Die neobarocke Ausstattung ist aus der Bauzeit. Der Hochaltar als freistehende Mensa trägt die Figuren Peter und Paul und eine Schnitzfigur Maria mit Kind. Die Seitenaltäre in den Querarmen zeigen links das Altarbild Maria Immaculata und rechts das Altarbild Johannes Nepomuk. Die Kanzel zeigt die Evangelistensymbole in Vierpassfeldern.
Die Orgel baute Andreas Mauracher der Ältere (1864).